# Sjövik, Nora kommun
Sjövik är en bebyggelse vid nordöstra stranden av Norasjön i Nora kommun. SCB klassade bebyggelsen som en separat småort vid avgränsningen 2020. 